# Mesad Safir
Meṣad Ṣafir (en hébreu מצד צפיר), est un petit fort romain dans le Néguev en Israël. Il se trouve en haut de l'ancienne route de Ma'aleh Aqrabbim.
Meṣad Ṣafir se situe sur une colline à 488 m d'altitude. Le fort surveille la route romaine reliant le nord de la vallée de la Aravah au Néguev. Le site archéologique a été fouillé en 1982 sous la direction de l’archéologue israélien Rudolph Cohen pour le compte du Département des musées et des antiquités d'Israël. Le site est composé de quatre constructions. Le bâtiment numéro 1 est un fort carré de 7,5 × 7,5 m dont les murs sont conservés jusqu'à une hauteur de 2,5 m. Il date du IIIe / IVe siècle et possédait à l'origine un deuxième étage. Le bâtiment 2 se trouve à l'ouest du premier. Il possède deux pièces. Il semble avoir été rasé lors de la construction du bâtiment 1. À 100 m au nord, on a trouvé deux autres bâtiments allongés datant de l'âge du fer.